# نقولا الدمشقي
نقولا الدمشقي هو مؤرخ وفيلسوف يوناني من دمشق عاش في زمن أغسطس وهيرودس الكبير وكانت تجمعه الصداقة بين الإثنين، وقد علم هيرود الخطابة والفلسفة وجذب اهتمام أغسطس عندما رافق راعيه في زيارته إلى روما. ولاحقا عندما أثارت أعمال هيرود شكوك أغسطس قام الأخير بإرسال نقولا في سفارة لإقامة الصلح، وبنفوذه استطاع أن يؤمن خلافة أرخيلاوس لهيرود. أما تاريخ ولادته ووفاته فيبقيان مجهولين.
هناك شذرات من مؤلفاته مثل التاريخ الشامل من زمن الإمبراطورية الآشورية إلى زمنه وكذلك سيرته الذاتية وسيرة أغسطس وقد حفظت أغلبها من ملخصات قسطنطين بوفيروجينيتوس، وكتب نقولا أيضا المسرحيات الكوميدية والتراجيدية، وشرح وكتب تعليقات عن أجزاء من كتب أرسطو وكان قد كتب بنفسه العديد من الأبحاث الفلسفية.

## روابط خارجية
- نقولا الدمشقي على موقع الموسوعة البريطانية (الإنجليزية)